# Cyphostemma humile
Cyphostemma humile là một loài thực vật hai lá mầm trong họ Nho. Loài này được (N.E.Br.) Desc. ex Wild & R.B.Drumm. miêu tả khoa học đầu tiên năm 1966.